# 新疆枸杞
新疆枸杞（学名：Lycium dasystemum）为茄科枸杞属下的一个种。

## 扩展阅读
- 維基物種上的相關：新疆枸杞